# Église Saint-Félix de Marsanne
L'église Saint-Félix est une église romane située à Marsanne dans le département français de la Drôme et la région Auvergne-Rhône-Alpes.

## Localisation
L'église, en ruines, est située dans la partie nord du village médiéval de Marsanne, à 500 m au nord du centre du village moderne.
Vu le relief, elle présente une orientation peu courante, le chevet étant orienté au nord-est et la façade au sud-ouest.

## Historique
L'église date du XIIe siècle. Elle a été construite sur le lieu d'une église primitive bâtie en hommage à Félix, évangélisateur de la vallée du Rhône envoyé par Saint Irénée. Elle était alors à l'intérieur des remparts du château, au-dessous du donjon, aujourd'hui ruiné. On ne connait l'origine de sa construction, ni à quel ordre religieux elle appartenait. Toutefois, des archives permettent d'établir que le prieur de Saint Félix appartenait aux chanoines de Saint-Tiers de Saou.
Deux prieurés importants existaient jusqu'au XVIIe siècle dans la plaine des Andrans : celui de Saint Laurent de Meyrus, entre Roynac et Marsanne; et celui de Saint Martin, près de Sauzet. Tous deux appartenaient à l'abbaye de Saint-Tiers de Saou.
Elle fait l'objet d'une inscription au titre des monuments historiques depuis le 13 juillet 1926.

## Architecture

### Architecture extérieure
L'église, couverte de tuiles, est édifiée en moellons et en pierre de taille : l'usage de cette dernière est cependant limité aux chaînages d'angle et à l'encadrement des baies.
Elle présente une façade simplement percée d'une porte et d'une baie cintrée, une abside semi-circulaire et une très belle tour romane.
Cette tour, accolée à la façade nord-ouest (qui devrait être la façade nord vu l'orientation non conventionnelle de l'édifice), comporte quatre niveaux séparés par de puissants cordons de pierre.
Elle est percée d'une petite baie au premier étage et de baies cintrées géminées aux deux étages supérieurs. Les baies géminées du deuxième étage sont séparées par un simple trumeau alors que celles du dernier étage sont séparées par une colonne. On notera que, sur la face nord de la tour, les baies géminées du deuxième étage ont été remplacées par une grande baie ogivale.
Au rez-de-chaussée, la tour présente une petite porte sur sa face nord-ouest alors que la face sud-ouest présente une grande baie ogivale murée.

### Architecture intérieure
À l'intérieur, l'église présente une nef unique, prolongée par une abside voûtée en cul-de-four.
Le mur de droite de la nef est percé de plusieurs fenêtres cintrées tandis que le mur de gauche est percé de plusieurs baies ogivales qui permettent à la nef de communiquer avec la base de la tour.